# アクトン男爵
アクトン男爵（英: Baron Acton）は、イギリスの男爵、貴族、連合王国貴族爵位。歴史家・政治家ジョン・アクトンが1869年に叙位されたことに始まる。男爵家の前身となったアクトン準男爵家についても触れる。

## 歴史

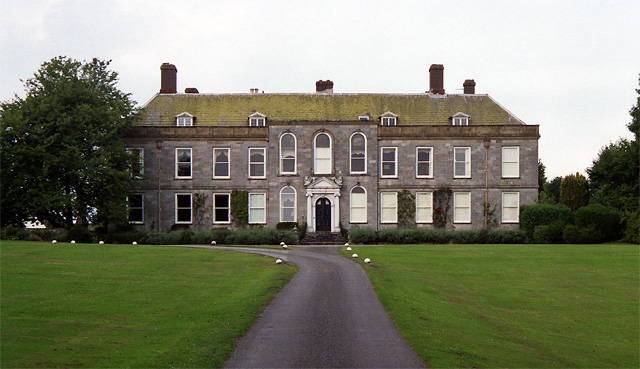
邸宅オルデナム・パーク

アクトン家の源流はサー・エドワード・アクトンに求めることができる。エドワードは1640年から1644年にかけて庶民院議員（ブリッジノース選挙区選出）を務めた人物である。1644年、国王チャールズ1世への忠誠を賞されて、（シュロップシャー州オルデナムの）準男爵（Baronet, of Aldenham in the County of Shropshire）を与えられた。
その息子の2代準男爵ウォルター、孫の第3代準男爵エドワードも父祖と同じくブリッジノース選挙区から庶民院議員を務めた。以降しばらくエドワードの直系男子による準男爵位の継承が続いたが、5代準男爵リチャードが男子なく死去してこの系統は途絶えた。そこで、遠縁の親族ジョン・アクトン（2代準男爵の次男ウォルター・アクトンの曾孫）が準男爵位を襲った。
この6代準男爵ジョンはフランス・ブザンソンで生まれ育ち、トスカーナ大公国海軍に仕官した。ナポリ王国海軍に転じたのち、ナポリ王妃マリア・カロリーナの引き立てをきっかけに海軍大臣に就任し、1789年には外務も掌握して首席大臣へとのぼり詰めている。
その息子の7代準男爵ファーディナンドはマリー・ダールベルク（初代ダールベルク公爵の娘）と結婚、1833年に一族の姓に『ダールベルク（Dalberg）』を加えている。
その子の8代準男爵ジョンは、ケンブリッジ大学欽定講座教授も務めた19世紀を代表するイギリスの歴史家で、『絶対的な権力は絶対的に腐敗する』の格言で知られる人物である。ジョンは1869年12月11日に連合王国貴族の「シュロップシャー州オルデナムのアクトン男爵（Baron Acton, of Aldenham in the County of Shropshire）」に叙されて貴族に昇った。
その息子の2代男爵リチャードは駐フィンランド大使を務めた外交官で、国王エドワード7世やジョージ5世の侍従も務めた。1919年に勅許を得て、妻の姓『ライアン（Lyon）』を加えている。リチャードはイギリスの外交官職や王室の宮廷職を歴任していたにもかかわらず、1911年になってようやく議会法によって英国国籍に帰化している。（つまりそれまでは英国臣民として認められていなかった）
4代男爵リチャードは、貴族院議員でありながら貴族院法審議の際に法案成立を強く支持した人物である。1999年貴族院法の可決に伴って貴族院による議席を失ったが、2000年に一代貴族の「シュロップシャー州オルデナムにおけるブリッジノースのアクトン男爵（Baron Acton of Bridgnorth, of Aldenham in the County of Shropshire）」に叙されて、貴族院議員への復帰を果たしている。
その息子の5代男爵ジョンが男爵家現当主を務めている。

一族の邸宅は、オルデナム・パーク。男爵家の紋章に刻まれるモットーは、『神の助けとともに（Deo Adjurante）』。

### アクトン男爵家（ナポリ王国貴族）
アクトン一族からは、男爵家以外にも著名な人物が輩出されている。海軍大臣を3期にわたって務めたイタリア海軍軍人フェルディナンド・アクトン海軍大将、その息子で第一次世界大戦下のオトランド海峡海戦を指揮したイタリア海軍軍人アルフレード・アクトン海軍大将がいる。なかでもアルフレード・アクトン提督は1925年2月1日にナポリ王国貴族の「アクトン男爵（Barone Acton）」に叙されている。

## 現当主の保有爵位・準男爵位
現当主の第5代アクトン男爵ジョン・ライアン＝ダルバーグ＝アクトンは、以下の爵位・準男爵位を有する。
- 第5代シュロップシャー州オルデナムのアクトン男爵（5th Baron Acton, of Aldenham in the County of Shropshire）
（1869年12月11日の勅許状による連合王国貴族爵位）
- 第12代（シュロップシャー州オルデナムの）準男爵（12th Baronet, of Aldenham in the County of Shropshire）
（1644年1月17日の勅許状によるイングランド準男爵位）

## 一覧

### （オルデナムの）準男爵（1644年）

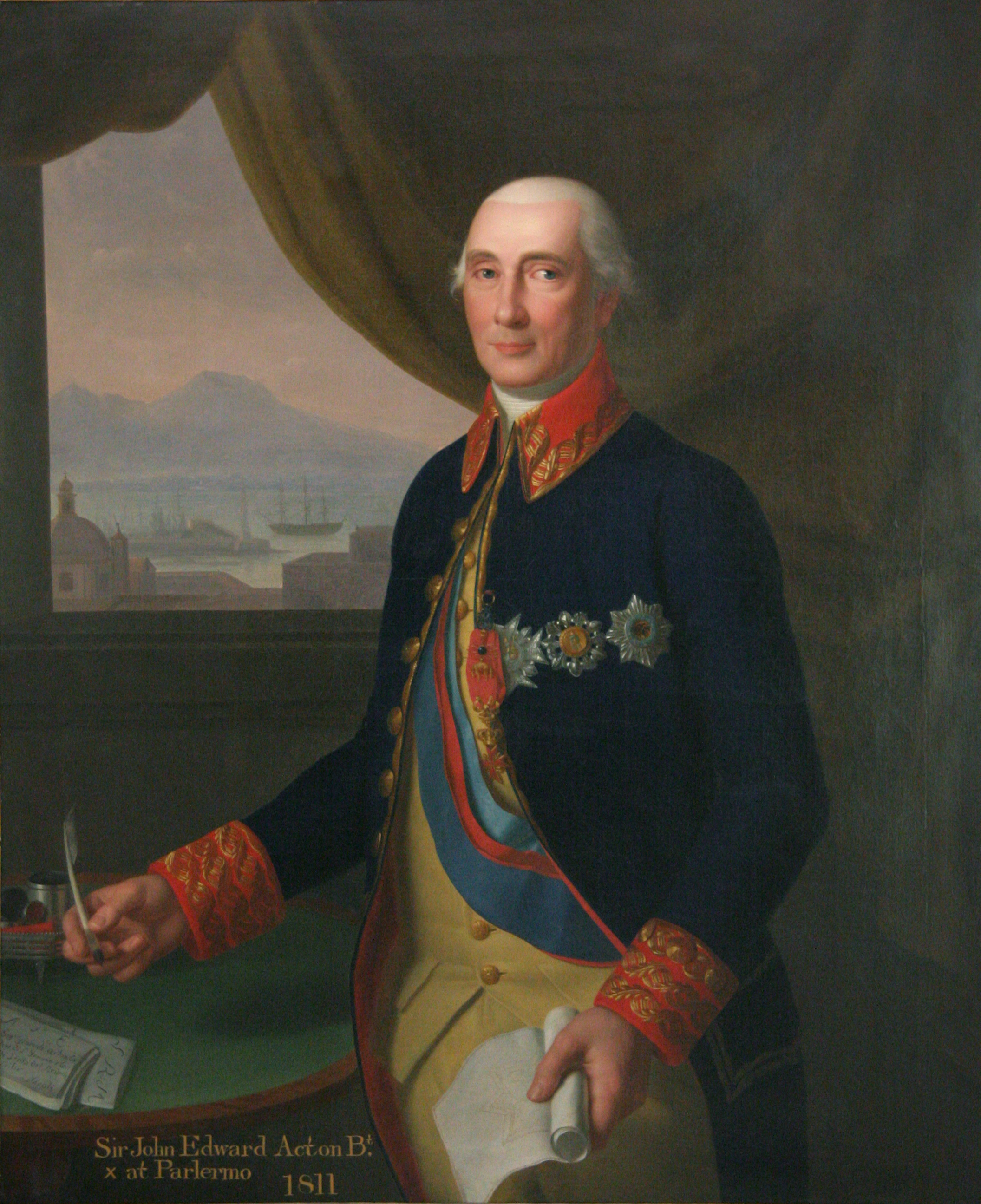
初代準男爵サー・エドワード・アクトン（英語版） (1600–1659)
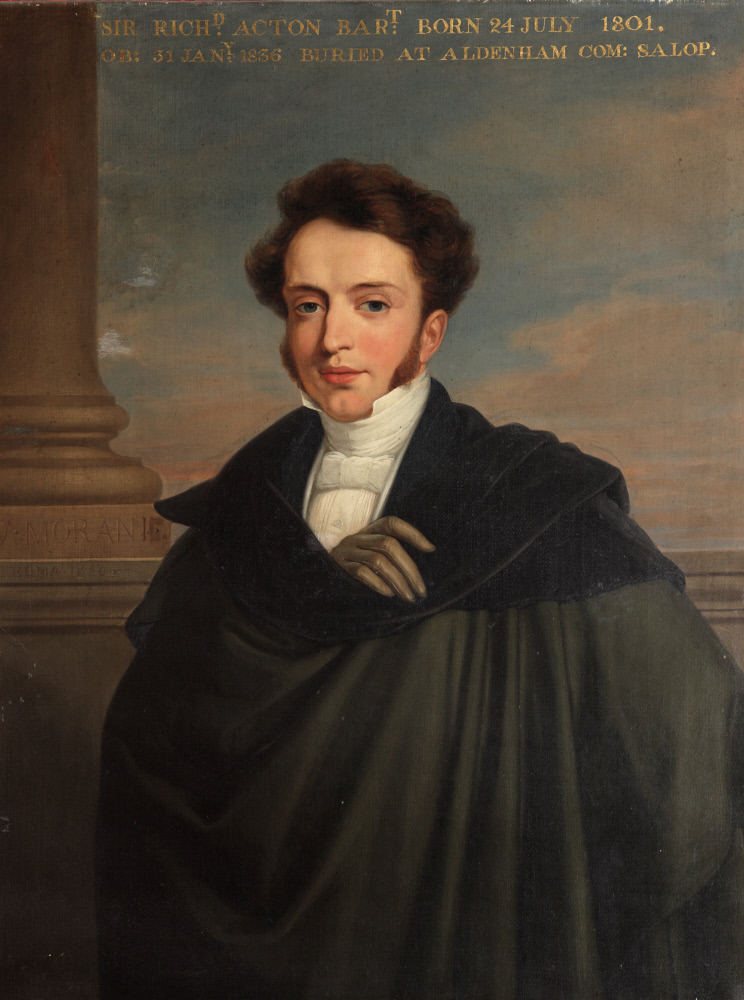
第2代準男爵サー・ウォルター・アクトン（英語版） (1623–1665)
- 第3代準男爵サー・エドワード・アクトン（英語版） (1650–1716)
- 第4代準男爵サー・ホイットモア・アクトン（英語版） (1677–1731)
- 第5代準男爵サー・リチャード・アクトン（英語版）（1712-1791）
- 第6代準男爵サー・ジョン・フランシス・エドワード・アクトン（1736-1811）
- 第7代準男爵サー・ファーディナンド・リチャード・エドワード・ダルバーグ＝アクトン（1801-1837）（1833年に姓に「ダルバーグ」を追加）
- 第8代準男爵サー・ジョン・エメリク・エドワード・ダルバーグ＝アクトン（1834-1902）（1869年にアクトン男爵叙爵）  - 6代準男爵サー・ジョン・アクトン
  - 7代準男爵ファーディナンド・ダルバーグ＝アクトン

### アクトン男爵（1869年）
- 初代アクトン男爵ジョン・エメリク・エドワード・ダルバーグ＝アクトン（1834-1902）
- 第2代アクトン男爵リチャード・マクシミリアン・ライアン＝ダルバーグ＝アクトン（英語版） (1870-1924)
- 第3代アクトン男爵ジョン・エメリク・ヘンリー・ライアン＝ダルバーグ＝アクトン（英語版）（1907-1989）

- 第4代アクトン男爵リチャード・ジェラルド・ライアン＝ダルバーグ＝アクトン（英語版）（1941-2010）
- 第5代アクトンジョン・チャールズ・ハロルド・ライアン＝ダルバーグ＝アクトン（英語版）（1966-）

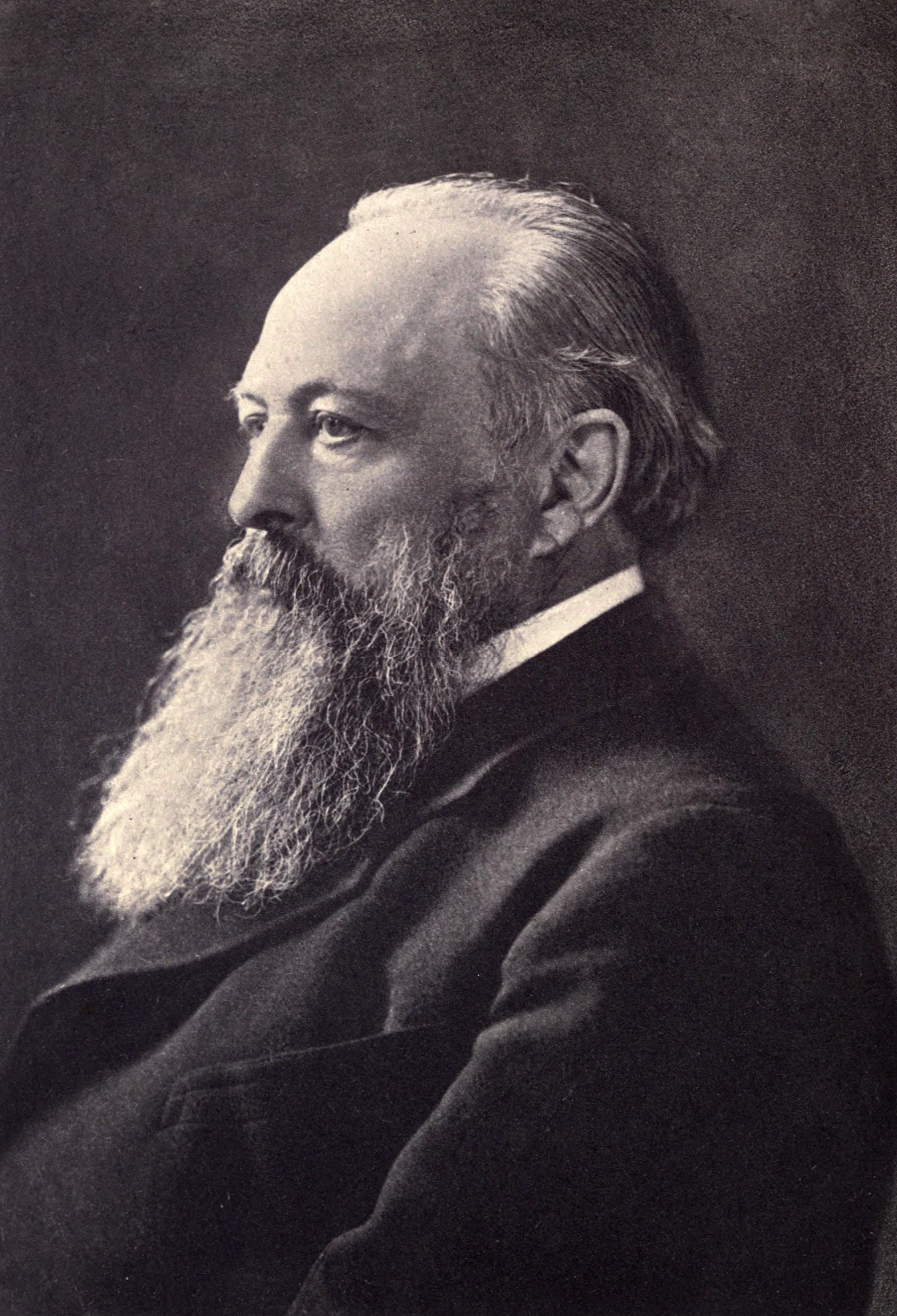
初代男爵ジョン・アクトン
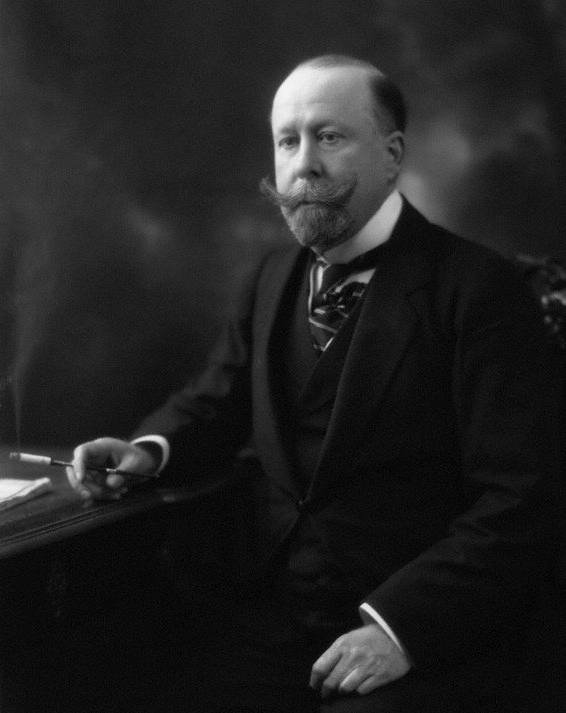
2代男爵リチャード・ライアン＝ダルバーグ＝アクトン（英語版）
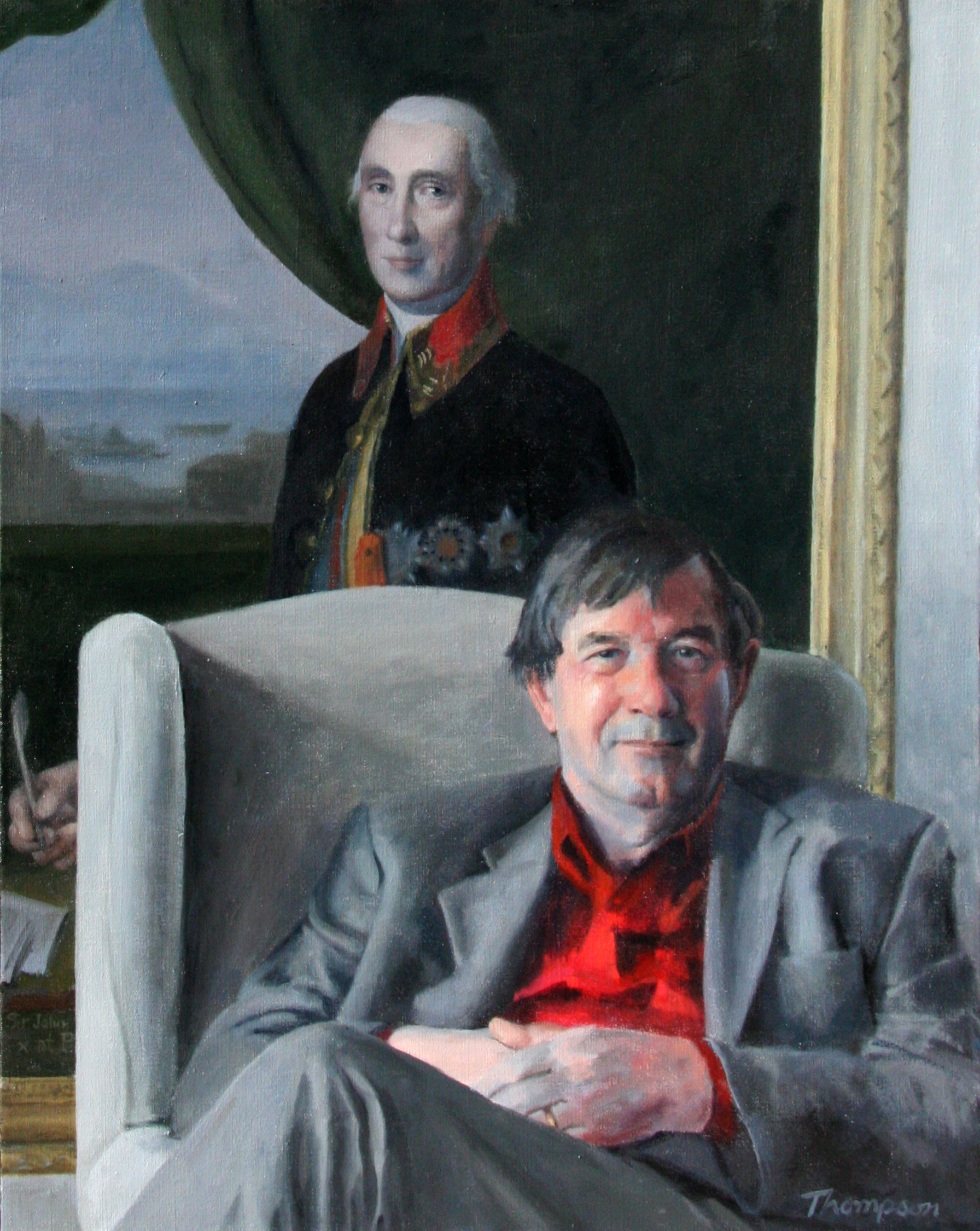
4代男爵リチャード・ライアン＝ダルバーグ＝アクトン（英語版）

爵位の推定相続人は、現当主の叔父ピーター・ライアン=ダルバーグ=アクトン（1946-）。